# ستاد مشترک نیروهای مسلح ایالات متحده آمریکا

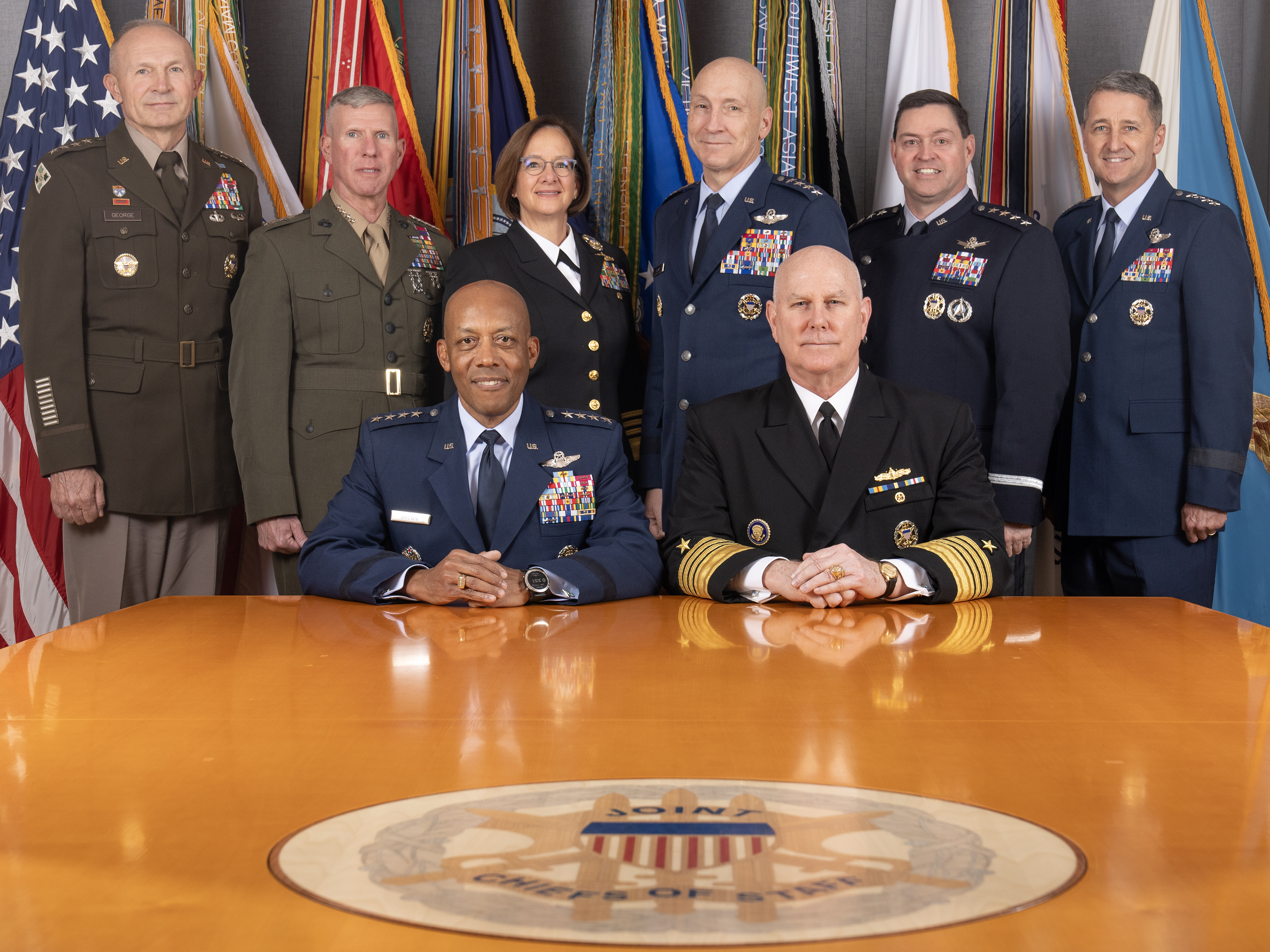
اعضای ستاد مشترک در نوامبر ۲۰۲۴.

ستاد مشترک نیروهای مسلح (انگلیسی: Joint Chiefs of Staff) مجموعه‌ای از رهبران ارشد وزارت دفاع ایالات متحده آمریکا هستند که به رئیس‌جمهور ایالات متحده آمریکا، وزیر دفاع ایالات متحده آمریکا و شورای امنیت ملی در امور نظامی مشاوره می‌دهند. اعضای این ستاد عبارتند از: رئیس ستاد مشترک نیروهای مسلح، جانشین رئیس ستاد مشترک نیروهای مسلح، رئیس ستاد مشترک ارتش، فرمانده سپاه تفنگداران دریایی، فرمانده نیروی دریایی آمریکا، رئیس ستاد نیروی هوایی، فرمانده نیروی فضایی آمریکا، رئیس گارد ملی و فرمانده گارد ساحلی.

## اعضای کنونی ستاد
| مقام                          | پرتره | نام                          | پرچم |
| ----------------------------- | ----- | ---------------------------- | ---- |
| رئیس ستاد مشترک نیروهای مسلح  |       | ارتشبد دن کین                |      |
| جانشین رئیس ستاد مشترک        |       | دریابد کریستوفر واتسون گریدی |      |
| رئیس ستاد نیروی زمینی         |       | ارتشبد رندی جرج              |      |
| فرمانده سپاه تفنگداران دریایی |       | ارتشبد اریک اسمیت            |      |
| فرمانده نیروی دریایی          |       | دریابد جیمز کیلبی            |      |
| رئیس ستاد نیروی هوایی         |       | ارتشبد دیوید آلوین           |      |
| فرمانده نیروی فضایی           |       | ارتشبد چنس سالتزمن           |      |
| رئیس گارد ملی                 |       | ارتشبد استیون نوردهاوس       |      |